# Mercedes D.IV
Mercedes D.IV — німецький поршневий 8-циліндровий рядний авіадвигун рідинного охолодження, розроблений під час Першої світової війни компанією Daimler-Motoren-Gesellschaft (DMG).

## Історична довідка
D.IV був першим серійним німецьким двигуном, оснащеним приводом гвинта через понижуючий редуктор. Конструктивна схема двигуна взята з попередньої, дуже вдалої конструкції D.III, від якої він відрізнявся більшою кількістю циліндрів (8 замість 6).
Відповідно до потужності у 217 к.с. (162 кВт), що вироблялась ним, він вважався двигуном IV класу за номенклатурою IdFlieg (нім. Inspektion der Fliegertruppen) — інспекторату авіації Німецької імперії.
Двигун пройшов приймальні випробування в грудні 1915 року, але його випустили всього лише 429 екземплярів через низьку надійність. У процесі експлуатації у D.IV виявились недоліки (зокрема, його подовжений порівняно з попередником колінчастий вал виявився схильним до поломок внаслідок значних крутильних коливань) і врешті-решт у 1917 році цей двигун у виробництві був замінений 6-циліндровим Mercedes D.IVa. Схоже позначення між двома двигунами пов'язане з жорсткою класифікацією, яка тоді використовувалася в Німеччині, на основі груп вихідної потужності (від I до VI), у яких перша літера вказує на виробника.

## Конструктивні особливості
Авіаційний двигун мав 8 циліндрів, розташованих у ряд, картер був з алюмінієвого сплаву з 9-ма опорами для корінних підшипників. Циліндри з головками виготовлялись зі сталі, сорочка охолодження формувалась порожнинами, утвореними концентрично встановленими зовнішніми сталевими тонкостінними циліндрами, сталеві поршні складались з двох частин (головки і юбки), сполучених різьбовим з'єднанням та зварюванням.
Величини потужності становили: максимальна на рівні моря 232 к.с. при 1440 об/хв; максимальна робоча потужність на рівні моря 210 к.с. при 1300 об/хв.
Кожен циліндр двигуна оснащався двома клапанами верхнього розташування, що керувались розподільним валом верхнього розташування (SOHC). Система подачі пального базувалась на двох двокамерних карбюраторах. Система запалювання передбачала дві свічки запалювання на циліндр, що живились від двох магнето-розподільників високої напруги Bosch HL8. Система охолодження рідинна реалізована з використанням відцентрової помпи, що забезпечувала циркуляцію рідини. Система мащення — примусова з використанням 4-плунжерного насоса.

## Застосування
- AEG C.V
- AEG G.III
- AEG R.I
- AGO C.II
- AGO C.VIII
- Albatros C.V
- DFW R.I
- Gotha G.II
- LVG C.I

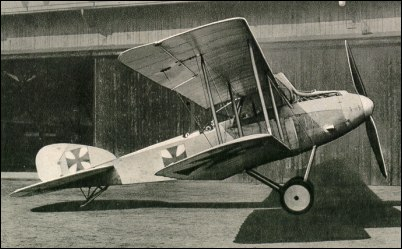
Albatros C.V

- окремі моделі літаків-гігантів серії R (Riesenflugzeug[en])